# Hilarempis cotoxantha
Hilarempis cotoxantha är en tvåvingeart som beskrevs av Blanchard 1852. Hilarempis cotoxantha ingår i släktet Hilarempis och familjen dansflugor. Inga underarter finns listade i Catalogue of Life.